# Pánuco
Pánuco est une localité mexicaine qui fait partie de la commune de Concordia dans l'État de Sinaloa. Elle est située dans la Sierra Madre Occidentale le long du Río Presidio. Elle fut au XIXe siècle un important centre minier dont la production était surtout exportée vers les États-Unis et l'Angleterre. Sur sa carte datant de 1800, Alexander von Humboldt fait référence à cette localité comme San Nicolás de Pánuco.